# 915醫院
915醫院是一間位於朝鮮民主主義人民共和國平壤市的醫院，其正式名稱為「朝鮮勞動黨915聯絡所」，又被稱為「915實驗室」。

## 概要
這是為朝鮮間諜與特務培訓機關「金正日政治軍事大學」的教官、學生及生活在招待所的朝鮮綁架外國人行動的受害者所設立的醫院。而此醫院收受的病人當中，最多僅侷限於朝鮮間諜及特務的配偶，其子女若非特殊情況，並不被允許在此醫院接受治療。由於朝鮮政府對此醫院在保密的作業上極為完整，致使朝鮮的普通居民對其運作並不瞭解。
此醫院位於金正日政治軍事大學的西南偏西方約1.8公里處，整個醫院受丘陵地形包圍，故無法從醫院外圍直接觀測至建築內部，鄰近醫院主建築的北側，設有提供學生及外國人專用的病房，而間諜與特務專用的病房則是設立在主建築南側，約有6~7棟且相互分散。醫院主建築的東、西兩側被規劃為醫師居住的園區，而主建築的東北側則設有「毒品研究室」。醫院的正門設置在建築用地的西側，整個醫院園區被雙重、三重的鐵絲網包圍著，且具有一個連隊的朝鮮人民軍駐紮警備，醫院的正門前與毒品研究室皆設有哨站，經常有2名士兵站崗。
此醫院不僅對患者進行一般治療，亦為消除間諜與特務的身體特徵（諸如痣、疤痕等）的整形手術。此外，醫院也被指出秘密生產各類型的高劑量毒藥、麻醉藥、毒品、興奮劑及生物製劑。

## 保密工作
由於此醫院是從事海外工作及對南工作的特務及間諜頻繁出入的醫院，因此朝鮮政府對此醫院的保密工作特別敏感，若為即將成為正式間諜或特務的候選學生，只要其傷勢不嚴重，就會被送到金正日政治軍事大學的695醫院接受治療。
此醫院禁止擅自外出，對於住院患者亦有設立專屬通道。為了徹底保密，醫院指示患者應穿上大一號的長袍住院服，而為了不讓患者無法透過臉部分辨性別與身分，更被要求戴上無法從外看到內的「安全帽」，但遵循此規定的長期住院患者、高齡間諜或特務、外國患者等卻很少見。

## 麻醉藥物部門
915醫院的「毒品研究室」員工約有250人，醫院用地內亦有栽種製作鴉片的原料—罌粟。朝鲜政府在咸镜南道長津郡與赴戰郡一帶有大面積的罌粟農場，該地更被偽裝成白桔梗種植花園。罌粟汁在當地經過單次加工成鴉片後，便會送往915醫院的「毒品研究室」進行提煉成海洛因的第二次加工。最終，製成品的粉末及直徑5毫米左右的藥片會連同注射器裝入雙層塑膠袋出品。鴉片所造成的危害並非鮮為人知，而朝鮮的間諜與特務會將其用於止痛。
915醫院所製造的毒品與興奮劑會透過間諜工作船運往日本、東南亞、中東、拉丁美洲等地，並以此賺取外匯，過去更用以交換軍火及巴黎統籌委員會管制貨物。據安明進透露，過去曾將日本黑社會組織帶至此地針對製造高品質的毒品進行研究。

## 透過麻醉劑綁架
此外，915醫院還有生產以綁架為用途的強力麻醉劑。其以麻醉劑浸溼手帕或毛巾等布料，從而將被綁架的對象的口部堵塞使其暈倒，而在該對象暈倒後將其頭部蓋上袋子是標準作業流程。通常麻醉劑會以一次性毛巾的進行保存，但也有將藥片透過塑膠容器裝取的情形，在這種情況之下會以攝氏15度以下的溫度進行保存，並在進行綁架前用紙或布料包裝好，並用手部握住將其溶解。

## 與被綁架者的關係
金賢姫於1982年時，在位於平安南道大同郡的「東北里招待所」和被綁架到北韓的日本婦女化名為「李恩惠」的田口八重子進行一對一的「日本人化教育」，田口八重子在這段期間曾因學生時代因打網球受傷所致腰痛復發，被送往915醫院治療了一週左右。據金賢姫的回憶錄指出，田口八重子平常不吃早餐，經常喝咖啡，所以很瘦，但也因為田口八重子的受傷導致有10天以上的時間無法學習，而再見到田口八重子的時候，她住在特別單人病房，臉色也比以前更好，身材也胖了許多。截至1985年1月左右，田口八重子與横田惠、金賢姫一直過著同住生活，金賢姫離開後，田口八重子與横田惠會被移送至位於平壤南方的黄海北道中和郡忠龍里生活，田口八重子在1986年春天時，再次因為腰痛而被送至915醫院住院治療，而三人同住生活也只留下横田惠一人。
在朝鮮受過特務訓練並在1993年流亡到韓國的安明進表示，其在1990年5月進行訓練期間摔斷了手臂後，於915醫院目擊到被綁架者古川了子兩次，第一次見到古川了子是在醫院主建築前往外國人專用的病房，當時其穿著寫著「915」的長袍住院服且沒有戴上安全帽，當時年齡目測約為30歲，而第二次則是在外國人專用的病房前曬日光浴，並表示其可能是因為胃病而住院治療。

### 引用資料
1. 1 2  清水（2004）p.50
2. 1 2 3 4 5 6 7 8 9 10 11  安（2000）pp.175-179
3. 1 2 3 4 5 6 7  安（2005）pp.155-158
4. 1 2 3 4 5 6  『横田めぐみは生きている』（2003）pp.6-7
5. 1 2 3 4 5 6  安（2000）pp.211-218
6. 1 2 3 4  安（2000）pp.202-204
7. 1 2  金賢姫『金賢姫全告白 いま、女として（下）』（1991）pp.188-189
8. ↑  金賢姫『金賢姫全告白 いま、女として（下）』（1991）p.180
9. ↑  西岡・趙（2009）pp.37-39